# 下關隨機殺人事件
下關隨機殺人事件（日语：／ Shimonoseki toorima satsujinjiken），是發生於1999年（平成11年）9月29日下午4時25分（UTC+9），在日本山口縣下關市西日本旅客鐵道下關火車站所發生的随意殺人事件。犯人為35歲的男性上部康明，事件共造成5死10傷。兇手在現場被逮捕。

## 事件概況
1999年9月29日，運輸業者上部康明開著租來的轿车衝撞下關火車站東大門，門被撞開的瞬間有7個人被撞倒，其中兩人當場死亡，其後兇手下了轿车拿著弯刀揮舞，殺傷七人，造成三人死亡，兇手隨即被警察制伏，並且逮捕。

## 兇手背景
上部康明出生在下關市，畢業於九州大學，由於社交恐懼症，上部康明拒絕去工作，他的父母於1988年帶他去精神病院療養，出院後在福岡市的一間設計事務所工作，又與事務所所長不合而離職。在父親的幫助下，上部康明在1992年開起了自己的設計公司，並在1993年經由相親的方式結了婚。
然而社交恐懼還是困擾著上部康明，精神療法對他的幫助有限，因為這個原因，上部康明的公司在1998年關閉，為了養家活口，他只好從事運輸業的工作，雖然他積極地維持夫妻關係，甚至還在經濟拮据時安排了蜜月旅行，即使如此他的老婆還是在1999年6月提出離婚。同年9月初，他貸款的卡車因為颱風而陷入洪水，他的汽車貸款因此被召回，他只好回家向父親借30萬日圓，但是他的父親拒絕，並且責怪他，卡車是他的工作命脈，如果沒了車子，那他等於是又失業了。
上部康明自認是一個努力的工作者，但是由於社交因素，加上各種對他不公平的遭遇，包含公司倒閉、婚姻的失敗、車子的貸款，雖然他都曾經努力去嘗試挽回，然而這些事情沒有一件事是成功的，他感到悲憤不滿，甚至絕望，他感受到即使努力也不一定得到回報，這種情緒充滿了他的內心，終於在1999年9月底爆發。

## 事後
上部康明被逮捕後，對警察說明犯罪動機是因為「對社會有不滿，可以殺了誰都好」、「前陣子的池袋隨機殺人事件給了我鼓舞」等等，他在法院上多次講到是「上帝給他的指引」驅使他去殺人，並說有奇怪的聲音常常會困擾著他，即使他如何狡辯，精神鑑定對他的心理評估是正常的。檢察官對他刑求極刑，認為兇手「雖然有心理的障礙，但是在犯罪的前後甚至當下是有足夠的判斷能力的，並不影響他的刑事責任」。2002年，一審宣判死刑，上部康明不服上訴，2005年二審駁回維持一審，2008年最高法院駁回了上部康明的上訴，維持死刑。
2012年3月29日，死刑執行，上部康明伏法，终年48歲。

## 外部連結
- （日語）http://yabusaka.moo.jp/simonoseki.htm[ （页面存档备份，存于）]

```
（
页面存档备份
，存于
）
```